# Springklingendolch
Der Springklingendolch ist ein frühneuzeitlicher Parierdolch.

## Geschichte
In der Mitte des 16. Jahrhunderts kam in Spanien eine Fechtmethode auf, bei der der Fechtdegen in der rechten Hand gehalten wurde, um damit auszufallen (span. espada de matador), und in der linken Hand ein Dolch mit der Klinge nach unten zur Parade. Mit dem Aufkommen der Feuerwaffen verschwanden diese Fechtdolche.
Der Springklingendolch hat die äußere Form eines normalen Fechtdolches, mit der Ausnahme, dass die Dolchklinge dreigeteilt ist.
Der mittlere Teil ist fest mit dem Heftgriff des Dolches verbunden, wogegen die beiden äußeren Klingenteile mit einem Gelenkstift an der feststehenden Klinge befestigt sind.
Im Heft und im unteren Teil der mittleren, feststehenden Klinge befindet sich eine Federvorrichtung, die die äußeren Klingen in geschlossenem Zustand an der mittleren Klinge festhält.
Beim Druck auf einen am Heft befindlichen Knopf wird die Arretierung der äußeren Klingen gelöst und die Klingen springen auf. Der Zweck des Dolches ist es, die gegnerische Klinge festzuklemmen.
Der Waffenhistoriker Wendelin Boeheim beschrieb einst den Zweck dieser Springklingendolche, der darin bestanden haben soll die Wunde nach einem Stoß durch das Aufspringen zu erweitern. Diese Theorie wurde als unhaltbar zurückgewiesen.